# Proteus mirabilis

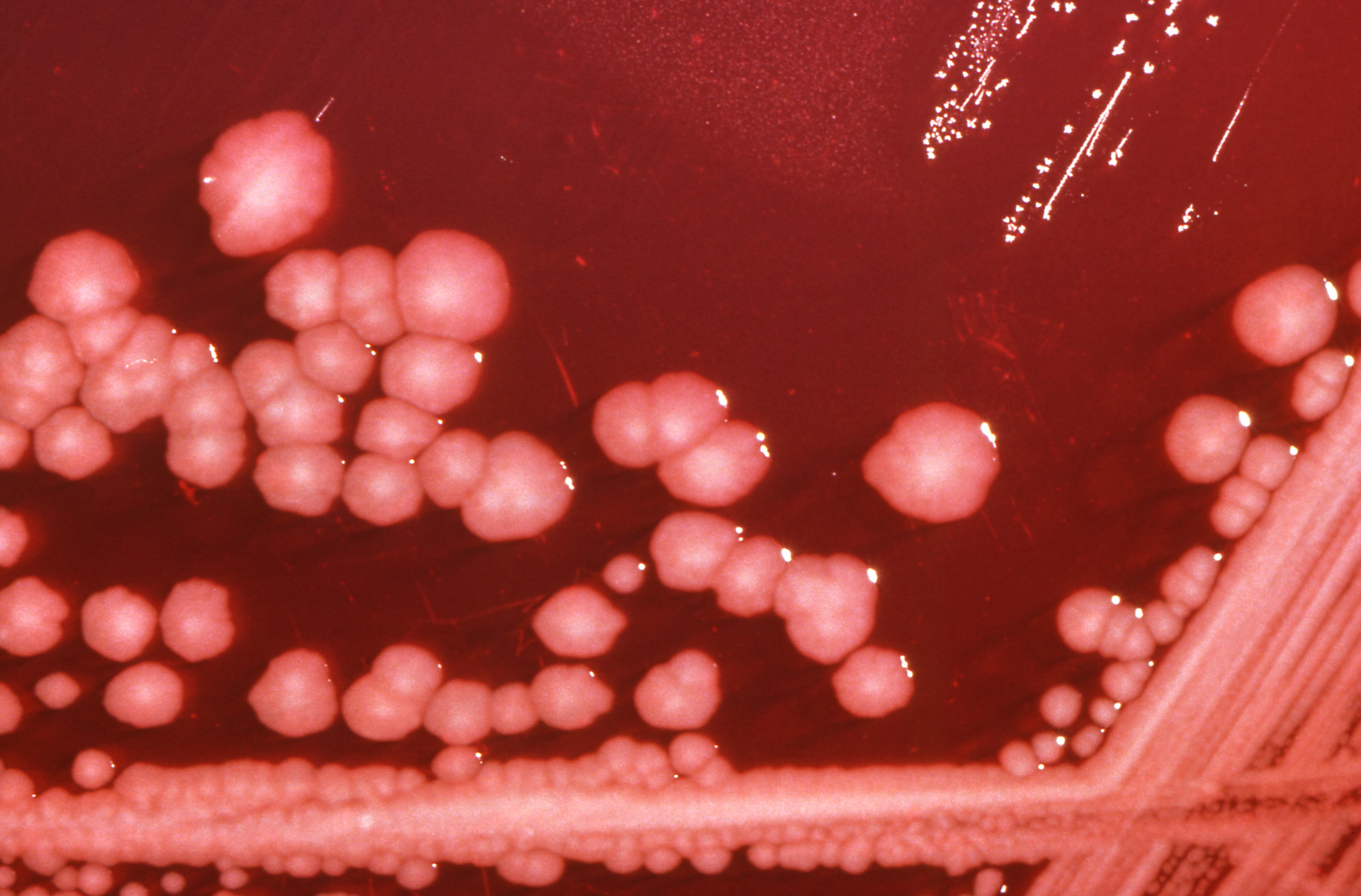
Proteus mirabilis

Proteus mirabilis är en gramnegativ stavformig bakterie som tillhör familjen Enterobacteriaceae. P. mirabilis orsakar cirka 90% av alla Proteus-infektioner hos människa och är en av de vanligaste orsakerna till urinvägsinfektion, men den kan även orsaka andra infektioner inklusive sepsis. Infektioner med proteusbakterier kan orsaka stenar i urinvägarna med smärtor och ibland urinstämma som följd.